# Vychino-Žulebino
Il quartiere Vychino-Žulebino (in russo Район Выхино-Жулебино?) è un quartiere di Mosca sito nel Distretto Sud-orientale. Prende il nome dai due insediamenti abitati che in passato ne occupavano l'area.
Žulebino viene menzionato per la prima volta nel 1645, anche se sue le origini sembrano risalire al 1499; il nome deriva dal soprannome Žuleba ("furbo") dato al boiaro Andrej Timofeevič Osteev.
A nord-est della Vychino odierna, presso il fiume Goleda, sorgeva nel XVI secolo l'abitato di Stafurino, ribattezzato come Vychon a partire dal XVII secolo. Dal 1743 Vychino entra a far parte della tenuta di Kuskovo degli Šeremetev.
Vychino viene inglobato nel territorio di Mosca nel 1960, nel quartiere Ždanovskij fino al 1969, poi fino al 1991 nel quartiere Volgogradskij. Nel 1970 l'abitato viene demolito e l'area intensamente urbanizzata per alloggiare oltre centomila abitanti. Žulebino viene aggregato successivamente, nel 1985. A differenza di Vychino, non è stato completamente demolito; alcune delle originarie case di legno ancora esistono nel quartiere moderno lungo viale Lermontovskij.